# Lampyroidea maculicollis
Lampyroidea maculicollis is een keversoort uit de familie glimwormen (Lampyridae). De wetenschappelijke naam van de soort is voor het eerst geldig gepubliceerd in 1852 door Mulsant & Wachanru.